# Gerjen, Tolna
Gerjen  este un sat în districtul Paks, județul Tolna, Ungaria, având o populație de 1.230 de locuitori (2011). 

## Demografie
Componența etnică a satului Gerjen
     Maghiari (95,41%)
     Romi (3,94%)
     Necunoscut (0,25%)
     Germani (0,41%)
     Alții (0,25%)
Componența confesională a satului Gerjen
     Reformați (23,41%)
     Fără religie (16,67%)
     Atei (1,95%)
     Necunoscută (57,48%)
     Luterani (0,49%)
     Alte religii (2,93%)
Conform recensământului din 2011, satul Gerjen avea 1.230 de locuitori. Din punct de vedere etnic, majoritatea locuitorilor (95,41%) erau maghiari, cu o minoritate de romi (3,94%). Apartenența etnică nu este cunoscută în cazul a 0,25% din locuitori. Nu există o religie majoritară, locuitorii fiind reformați (23,41%), persoane fără religie (16,67%) și atei (1,95%). Pentru 57,48% din locuitori nu este cunoscută apartenența confesională.